# Emilio Strafelini
Emilio Strafelini (Rovereto, 3 febbraio 1897 – Fai della Paganella, 1964) è stato un anarchico e antifascista italiano.

## Biografia
Emilio Domenico Annibale Strafelini, figlio di Felino e Genovefa Rosa Perli, nacque a Rovereto il 3 febbraio 1897.
Ufficiale degli Alpini, fu disertore dall'Esercito austro-ungarico durante la prima guerra mondiale. Si rifugiò a Napoli, dove conobbe Sandro Pertini e Pietro Nenni.  Entrò a far parte del Partito Socialista Italiano nel 1916. Partecipò alla guerra civile spagnola. Fu mandato al confino durante il ventennio fascista a Ventotene e successivamente internato in Francia, dove continuò la sua attività partigiana.